# Xoan
Cây xoan hay xoan ta, xoan nhà, xoan trắng, sầu đông, thầu đâu, (tiếng Anh: Chinaberry, Bead tree, Persian lilac (đinh hương Ba Tư), White cedar (tuyết tùng trắng),...) (danh pháp hai phần: Melia azedarach; danh pháp đồng nghĩa: M. australis, M. japonica, M. sempervivens), là một loài cây thân gỗ lá sớm rụng thuộc họ Xoan (Meliaceae), có nguồn gốc ở Ấn Độ, miền Nam Trung Quốc và Australia.

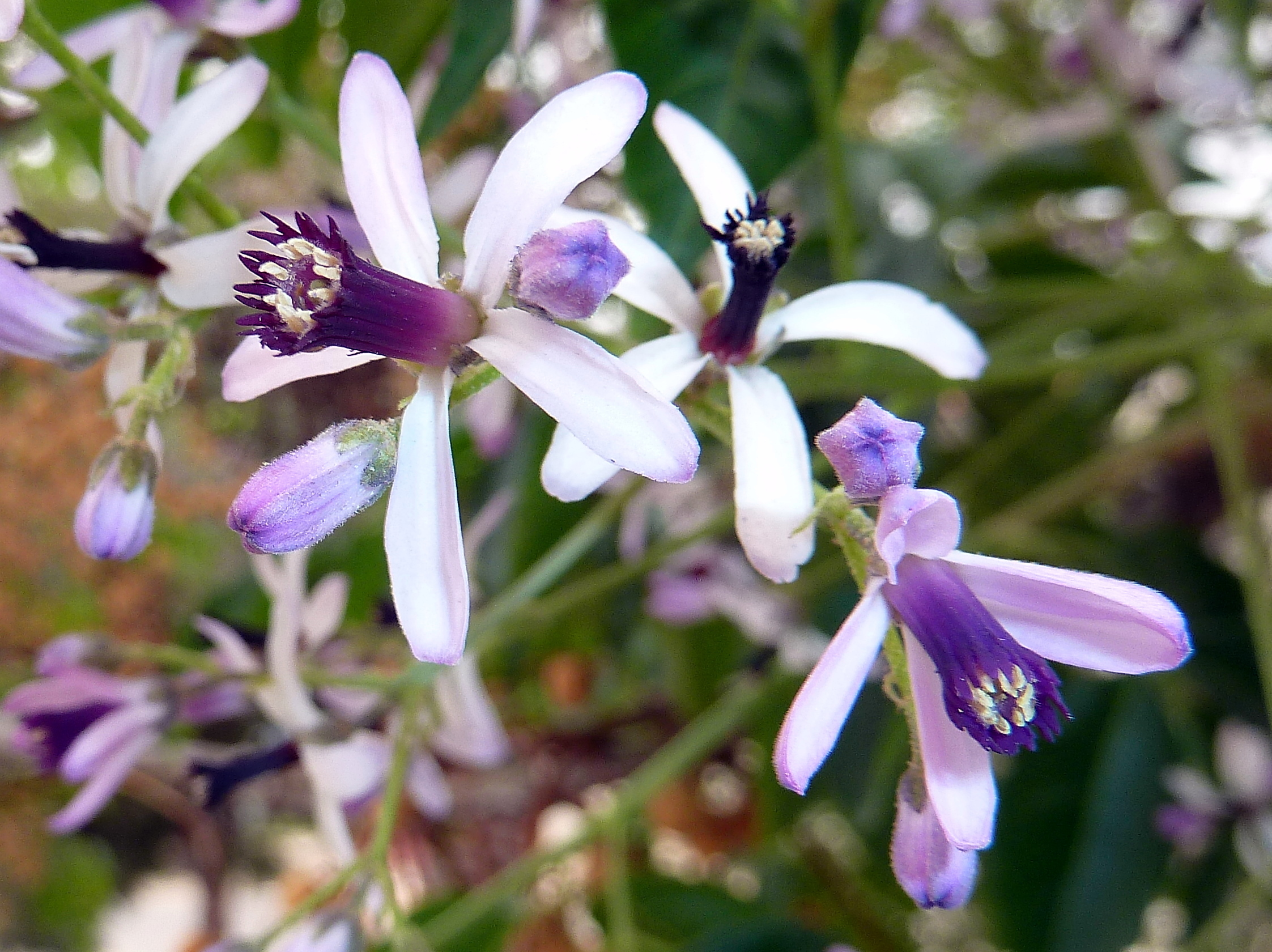
Hoa xoan, chụp gần

Tại Nam Phi, người ta thường gọi nhầm nó là Syringa, nhưng đúng ra đó là tên gọi của các loài đinh hương. Chi Melia bao gồm 4 loài khác nữa, có mặt trong khu vực Đông Nam châu Á tới miền Bắc châu Úc. Tất cả chúng đều là cây thân gỗ nhỏ, hoa xoan nở rộ vào tháng giêng đến tháng ba và là loài thay lá hàng năm.

## Miêu tả
Cây trưởng thành cao từ 7 đến 12 m. Hoa xoan có năm cánh, sắc tía nhạt hoặc tím hoa cà, mọc thành chùm. Hoa có hương thơm. Trái xoan là loại quả hạch, to cỡ hòn bi, vỏ có màu vàng nhạt khi chín, không rụng ngay mà giữ trên cành suốt mùa đông. Trái dần chuyển sang màu trắng. Lá xoan dài tới 15 cm, mọc so le, cuống lá dài với 2 hoặc 3 nhánh lá kép mọc đối; các lá chét có màu lục sẫm ở mặt trên và xanh nhạt hơn ở mặt dưới. Mép lá có khía răng cưa.

## Sử dụng

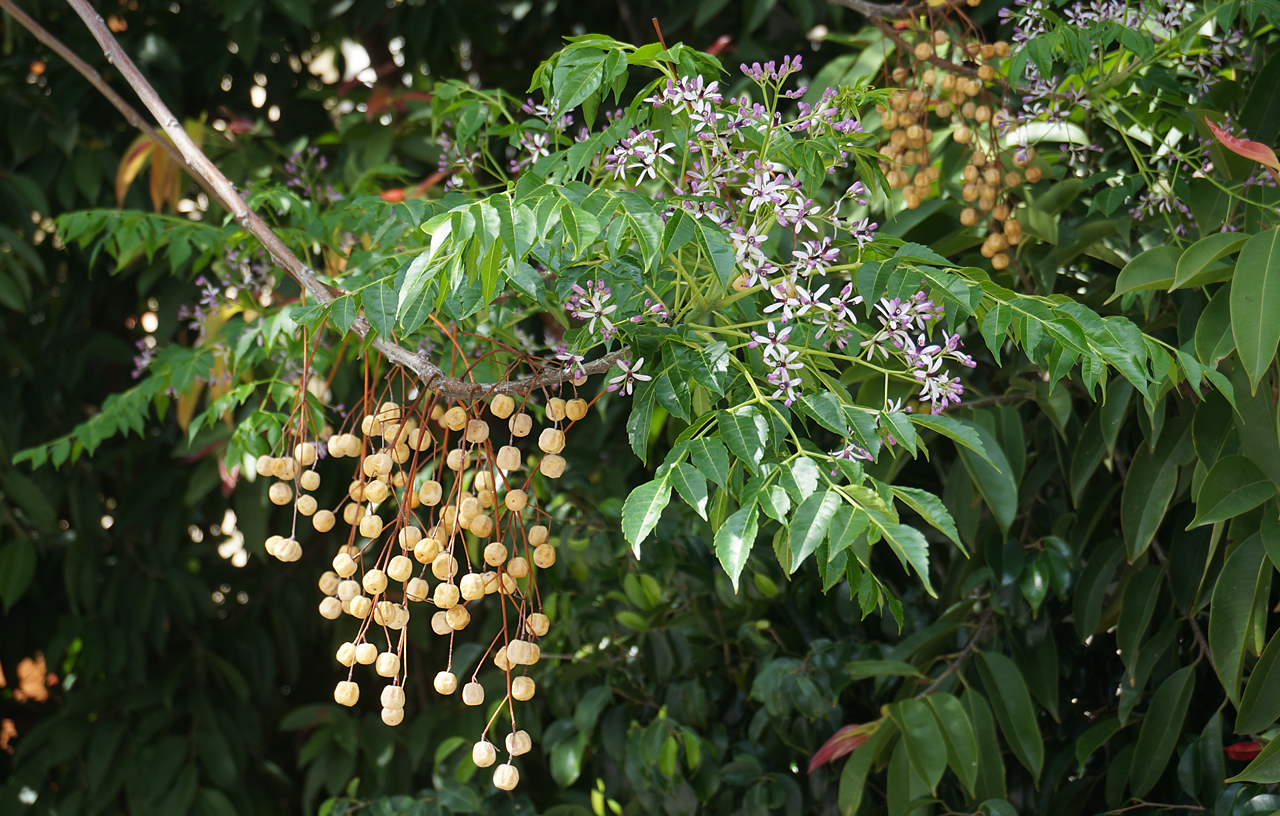
Hoa, quả và lá

Lá xoan được sử dụng như là một loại thuốc trừ sâu tự nhiên để bảo quản một số loại lương thực. Vì có độc tính, lá xoan, trái xoan đều không thể ăn được. Ngày xưa, nhựa cây và tinh dầu cất từ lá và thân cây khi pha loãng được sử dụng để làm giãn tử cung. Hoa xoan không hấp dẫn đối với các loài ong bướm. Hạt xoan tròn và cứng thường được dùng làm chuỗi tràng hạt và các sản phẩm tương tự khác trước khi kỹ nghệ chất dẻo thịnh hành và thay thế vật liệu hạt xoan.

## Độc tính

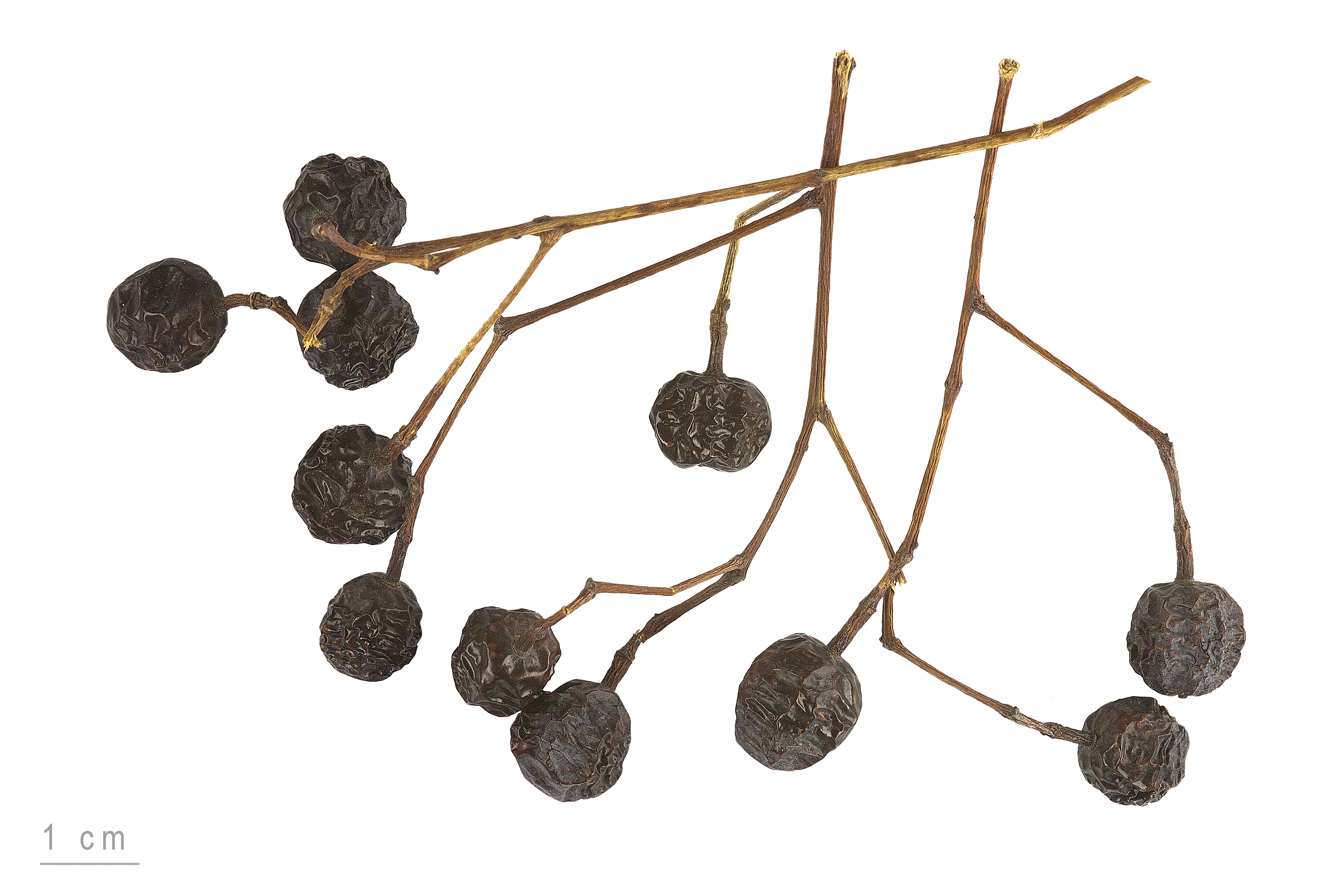
Melia azedarach quả khô

Tất cả các bộ phận của cây xoan đều có độc tính đối với con người nếu ăn phải. Yếu tố gây độc là các chất gây ngộ độc thần kinh chứa tetranortriterpen và các loại nhựa chưa xác định, quả là bộ phận chứa hàm lượng cao nhất các chất độc. Một số loài chim có thể ăn quả xoan, nhờ thế mà hạt của xoan được phát tán khi chúng bị đánh rơi, nhưng chỉ cần 15 gam hạt đã là liều gây chết cho một con lợn nặng 22 kg. Các triệu chứng ngộ độc đầu tiên xuất hiện chỉ vài giờ sau khi ăn phải. Các triệu chứng này bao gồm mất vị giác, nôn mửa, táo bón hoặc tiêu chảy, phân có máu, tổn thương dạ dày, sung huyết phổi, trụy tim v.v. Tử vong có thể xảy ra sau khoảng 24 giờ. Cũng vì có độc tính nên cây xoan còn được trồng để lấy gỗ vì gỗ không bị mối. Hoa và lá xoan thì được dùng rải dưới chiếu để ngừa rệp.

## Các vấn đề

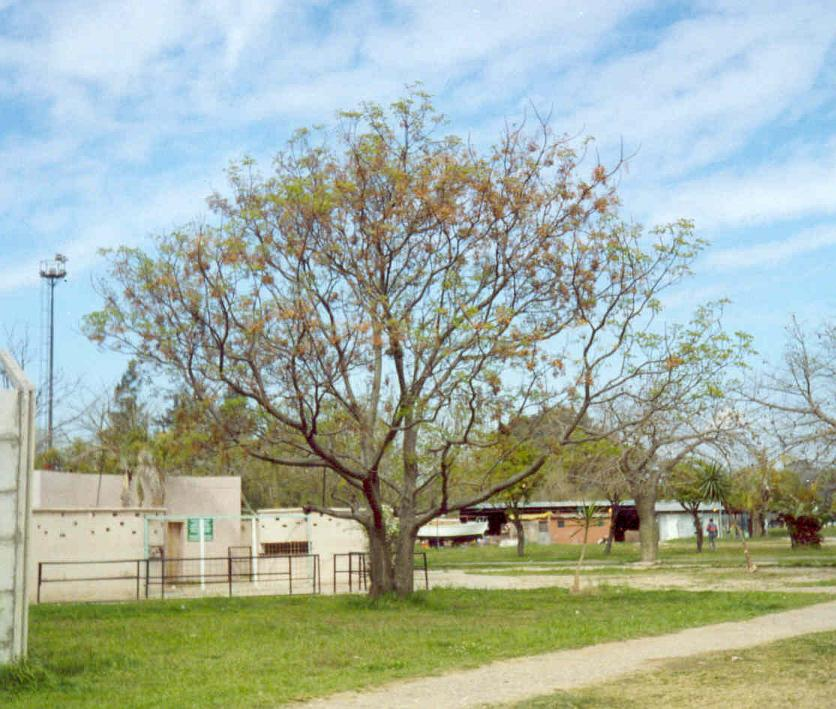
Cây xoan với quả

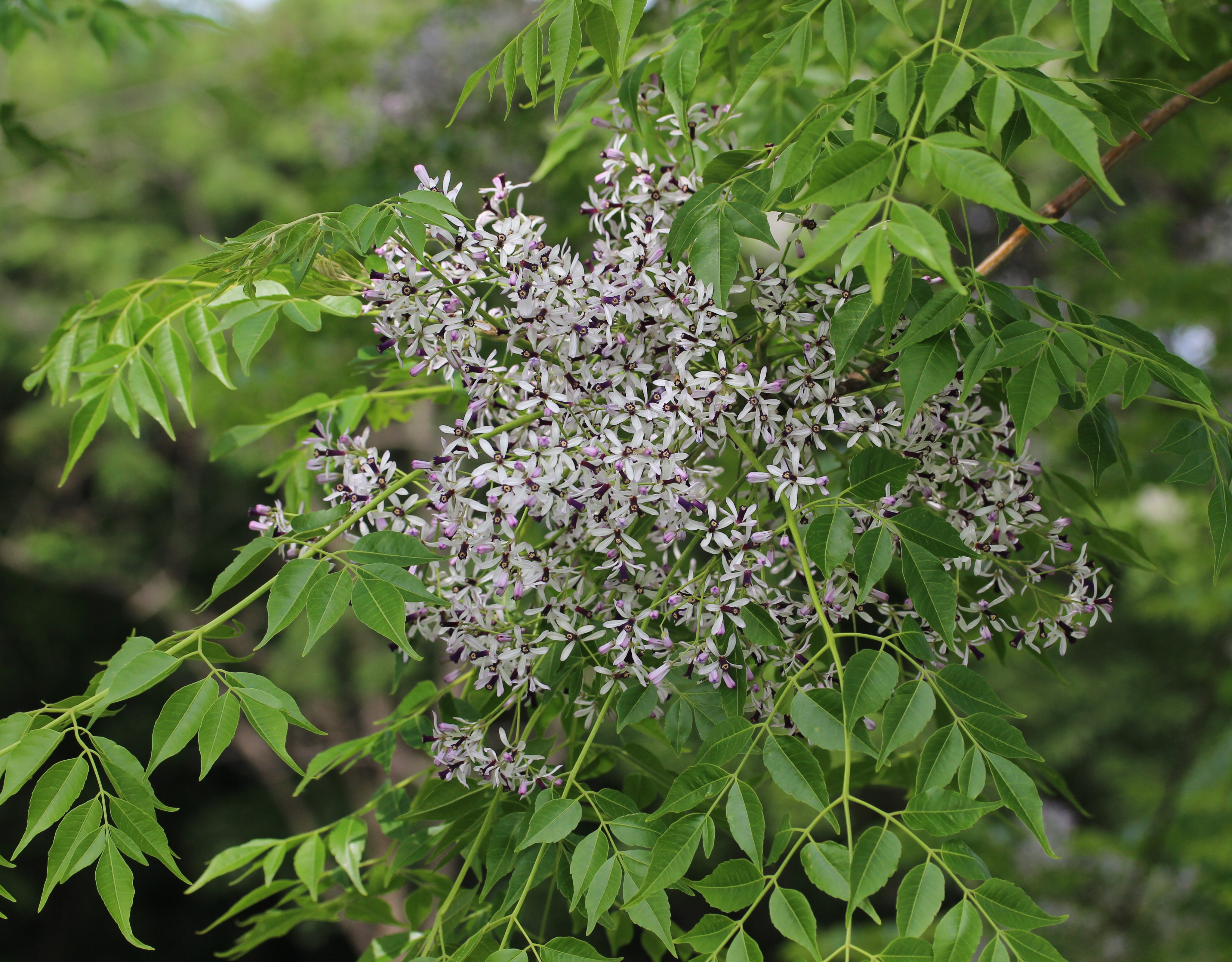
Hoa xoan tại Nhật

Dưới đây liệt kê một số vấn đề với các tên gọi khác của cây xoan ta. Trong đó có các tên gọi sầu đâu, khổ luyện, nha đảm (đởm) tử. Các tên gọi này rất dễ làm người ta lẫn lộn các loài cây khác nhau là một. Xoan là loại cây phổ biến có thể tìm thấy ở nhiều vùng địa lý của Việt Nam, ở miền bắc gọi là xoan, các tình trong nam gọi là sầu đông (hoặc đọc trại đi là sầu đâu) vì cây cao rụng lá vào mùa đông, làm cho cảnh sắc mùa đông thêm sầu nên gọi là sầu đông. Tuy nhiên, do có sự pha trộn dân số sau khi di cư 54 và 75 có nơi gọi cây neem hoặc cây xoan nhừ là sầu đông, sầu đâu trong khi vẫn gọi cây xoan là xoan.
Ngoài ra, cây xoan có hình thái rất dễ nhầm với một số loài cây khác cùng họ, hoặc bộ. cụ thể là cây neen (Azadirachta indica họ xoan, khác chi với xoan ta), cây xoan dâu da (Allospondias lakoensis, hay còn gọi là châm châu, dâm bôi, hồng bì dại,họ đào lộn hột), cây cóc hành(họ đào lộn hột),hoặc cây xoan nhừ (Choerospondias axillaris) hoặc cây xoan quả to (Melia toosendan, họ bồ hòn) .
Về cách thức nhận biết xoan ta với các loại khác là:
- Xoan ta có hoa trắng tím, trong cuống lá dài sẽ có 2 3 lá phức mọc đối, cây xoan ta cao 7-12m thân mọc thẳng vỏ trơn thường màu nâu tím.
- Xoan dâu da, rất giống xoan ta nhưng không có lá phức mọc đối ở lá dài, hoa hoàn toàn trắng, nhìn kỹ hoa sẽ thấy hoa gần giống hoa xoài hơn.
- Xoan nhừ  (Choerospondias axillaris, còn được một số nơi gọi là xoan đào, nên nhớ cái tên xoan đào được chia sẻ cho 4 loài khác nhau[2]) cũng thuộc họ đào lộn hột có hoa màu hồng đào, lá dài không có lá phức, thân sần sùi như một số cây họ lát, nên còn được gọi là lát xoan, cũng nhờ đặc tính này mà người ta dùng cây xoan nhừ làm trụ tiêu khá phổ biến ở các tỉnh đông nam bộ.
- Cây neem (Azadirachta indica) được du nhập và trồng khá nhiều ở Ninh Thuận với cái tên xoan chịu hạn ninh thuận, khá giống cây xoan ta, nhưng cũng có thể phân biệt được với xoan ta cây xoan chịu hạn không cao vươn thẳng đứng như xoan ta mà phân tán ở tầm 3–7 m, thân không trơn, hoa màu trắng không tím như xoan ta, hoa màu trắng đài hoa nhỏ như hoa xà cừ.
- Cây xoan quả to Melia toosendan thuộc họ bồ hòn, quả to tròn, nhìn xa giống xoan, nhưng nhìn kỹ thì thuộc họ bồ hòn.

Ngoài ra còn có một loài như cóc rừng, nhìn như cây có nhà, trái như xà cừ cũng bị nhầm lẫn là xoan, sầu đông.

### Sầu đâu
Một số tài liệu gọi cây xoan ta là sầu đâu. Tuy nhiên, một số trang coi cây nha đảm (đởm) tức cây xoan rừng (Brucea javanica) thuộc họ Simaroubaceae cùng bộ Bồ hòn là sầu đâu (tên khác: cứt chuột, sầu đâu rừng) với lưu ý "Không nhầm với cây khổ luyện tử (xuyên luyện tử) (Melia toesendan (S et Z.) họ Xoan), cây cao trên 10m. Không nhầm với cây xoan nhà (Melia azedarach (L.) họ Xoan cây cao 8 –10m" hay suckhoedoisong Lưu trữ ngày 3 tháng 5 năm 2006 tại Wayback Machine cũng gọi cây sầu đâu (sầu đâu rừng, sầu đâu cứt chuột, hạt khổ sâm, khổ luyện tử, nha đảm tử, chù mền, san đực (Sầm Sơn), cứt cò (Vĩnh Linh), bạt bỉnh (Nghệ An)) là Brucea javanica. Trong khi đó trang Neem lại coi Azadirachta indica cùng họ là cây sầu đâu (có lẽ theo cách gọi tại miền nam Việt Nam) với lá ăn được.

### Khổ luyện
Trang Web của alternativehealing.org coi khổ luyện tử (苦楝子) hay kim linh tử (金鈴子) và xuyên luyện tử (川楝子) là một, đều là vị thuốc từ quả của Melia azedarach (L.) sub. var. toosendan Makino hay Melia toosendan (Sieb. et Zucc.). Trang Web của nhóm huediepchi cũng gọi cây xoan ta là khổ luyện (苦楝). Từ điển Hán Việt Thiều Chữu cũng diễn giải luyện (楝) là cây xoan. Quả nó gọi là khổ luyện tử (苦楝子) dùng làm thuốc lỵ, tục gọi là kim linh tử (金鈴子). Tuy nhiên trang Web của yhoccotruyen có lẽ coi Melia toesendan (S et Z.) và Melia azedarach (L.) là hai loài khác nhau khi chỉ dùng khổ luyện tử cho loài đầu còn loài thứ hai thì chỉ gọi nó là cây xoan nhà.

### Nha đảm (đởm) tử
Trang Web của nhóm huediepchi cũng gọi cây xoan ta là nha đảm tử trong khi các trang của Web của suckhoedoisong Lưu trữ ngày 3 tháng 5 năm 2006 tại Wayback Machine không cho nha đảm tử là cây này mà coi nha đảm tử là vị thuốc từ quả của Brucea javanica.

## Văn hóa & nghệ thuật
Trong tân nhạc Việt Nam, nhạc sĩ Tuấn Khanh là tác giả bài "Hoa xoan bên thềm cũ".
Trong văn hóa người Việt, người phụ nữ đẹp nên có gương mặt dạng thon như trái xoan.

## Liên kết ngoài

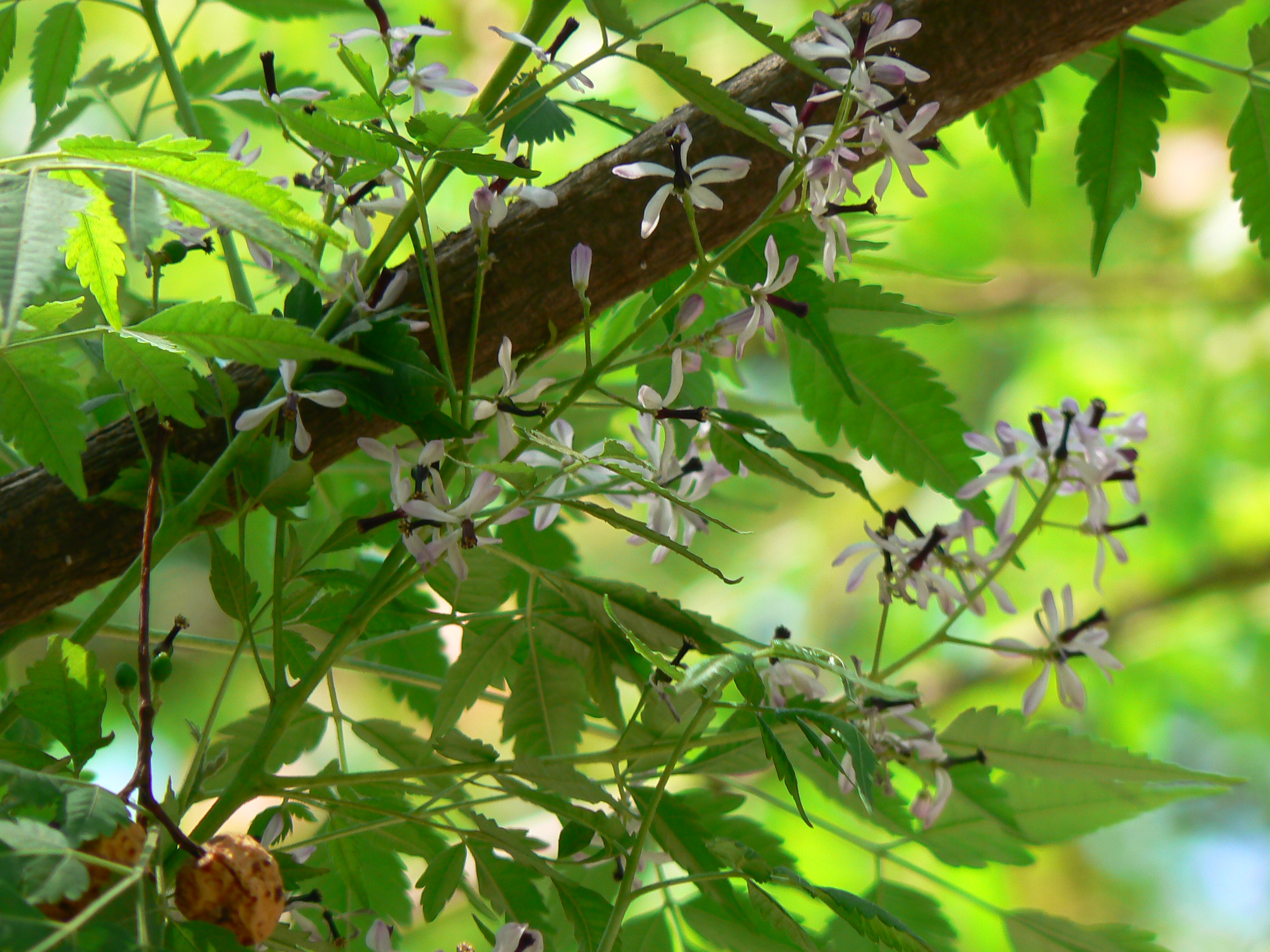
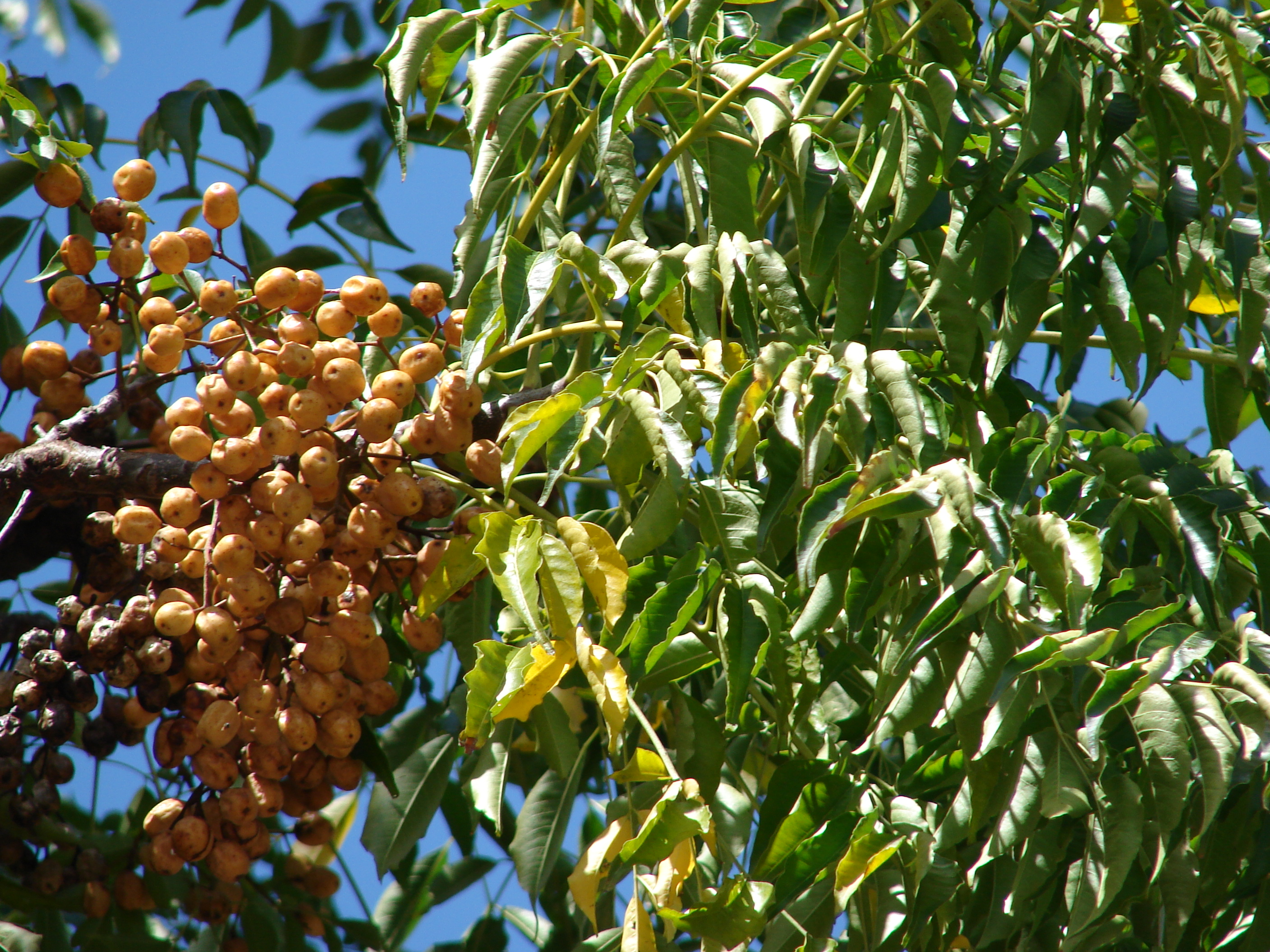
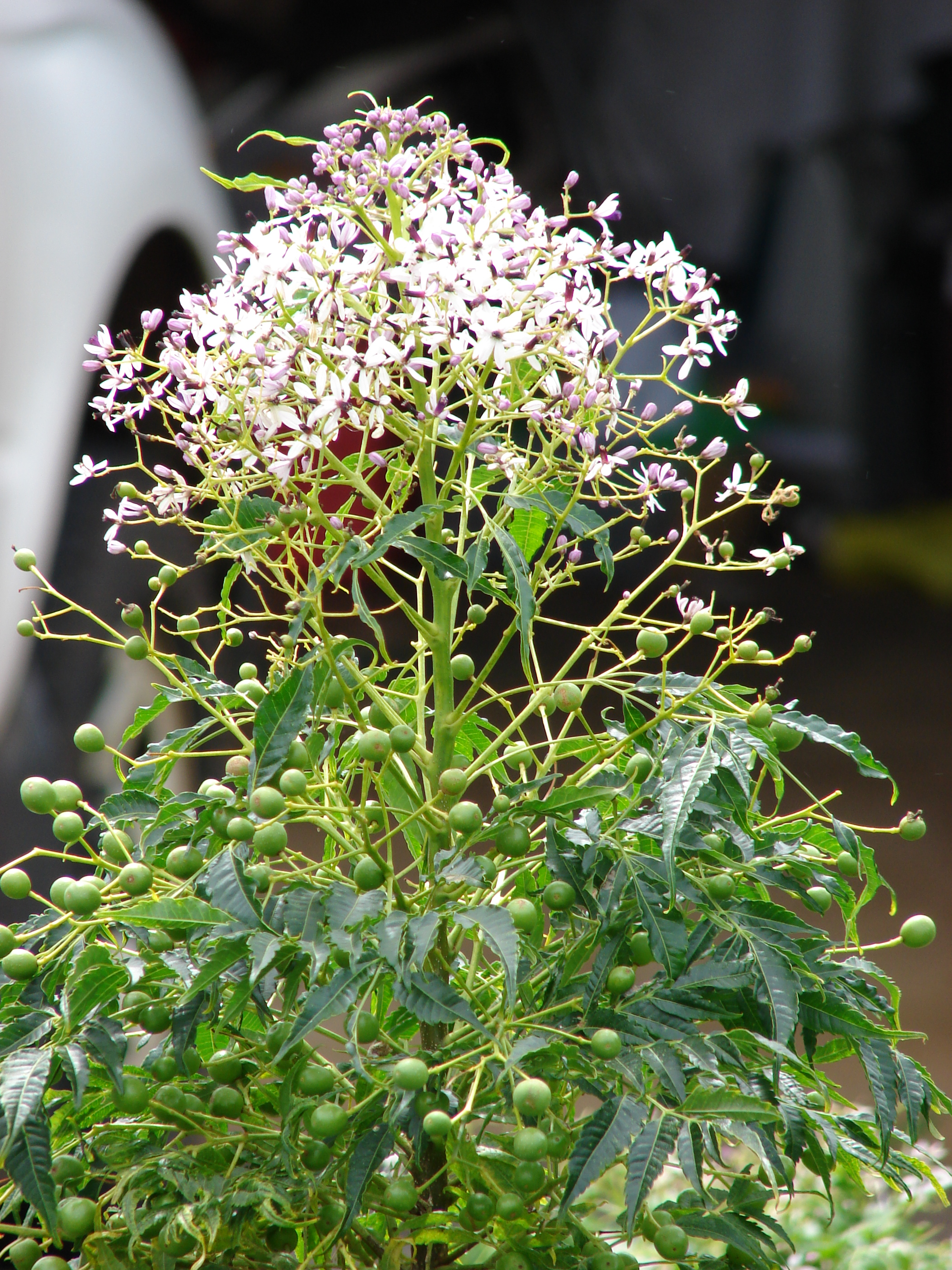
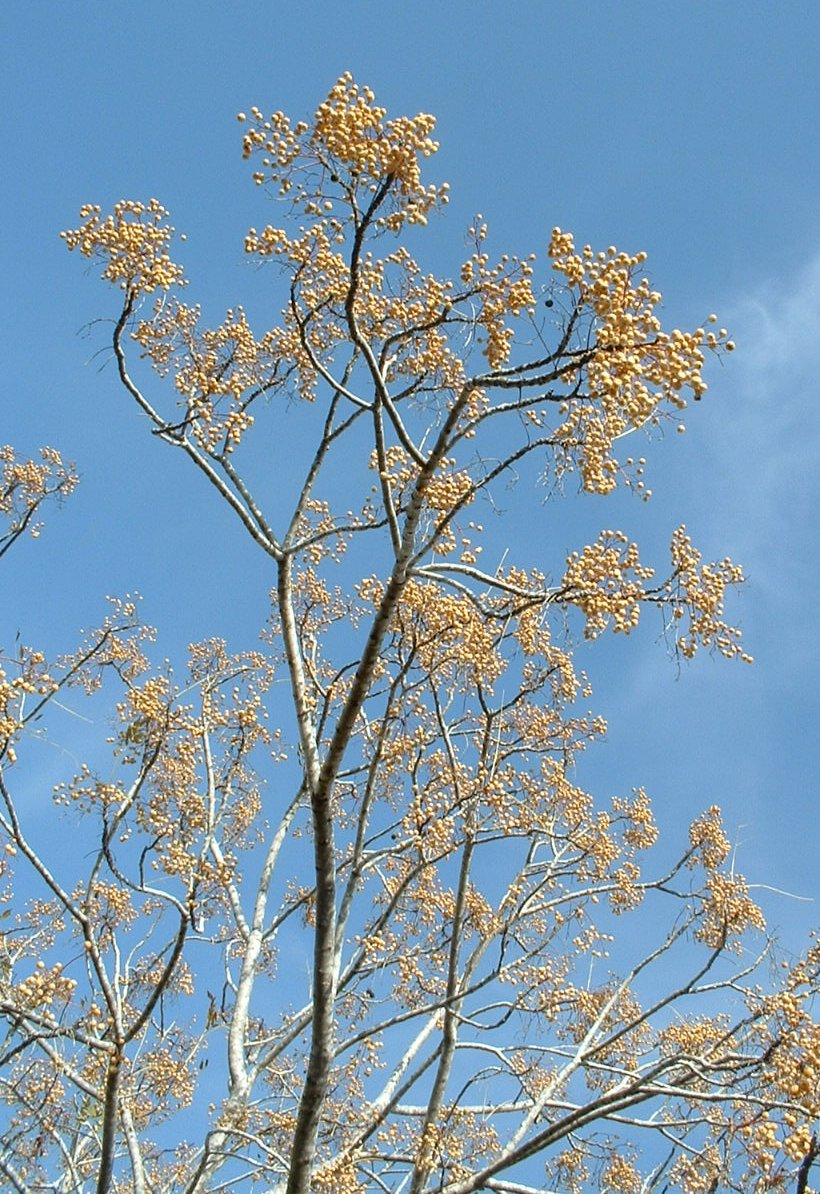
Các cành với quả sau khi rụng lá
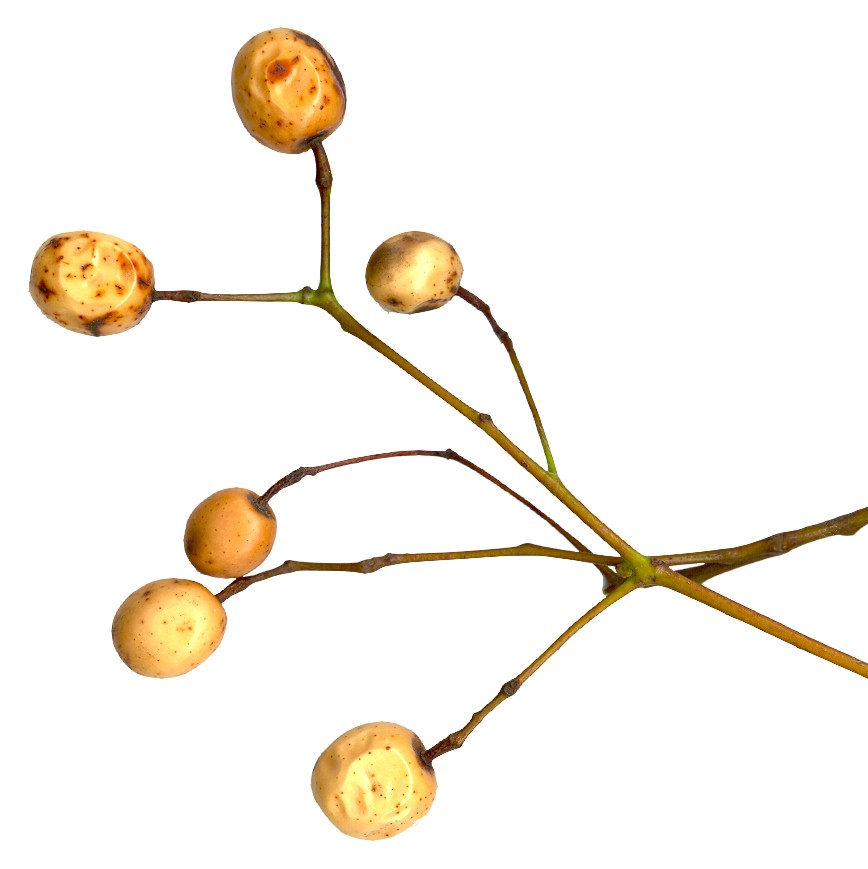
Hình chụp cận cảnh của quả xoan
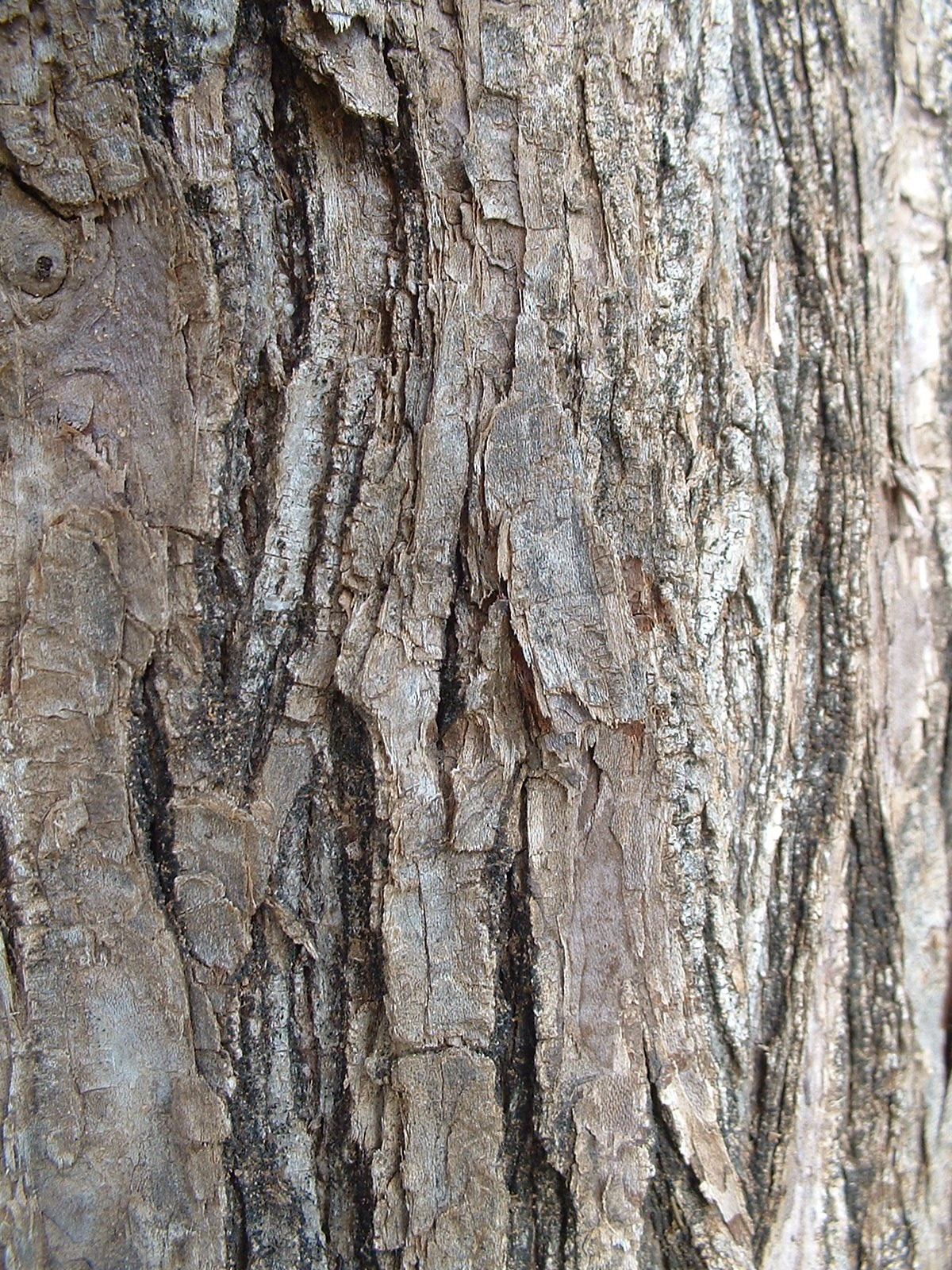
Hình chụp cận cảnh của vỏ cây xoan
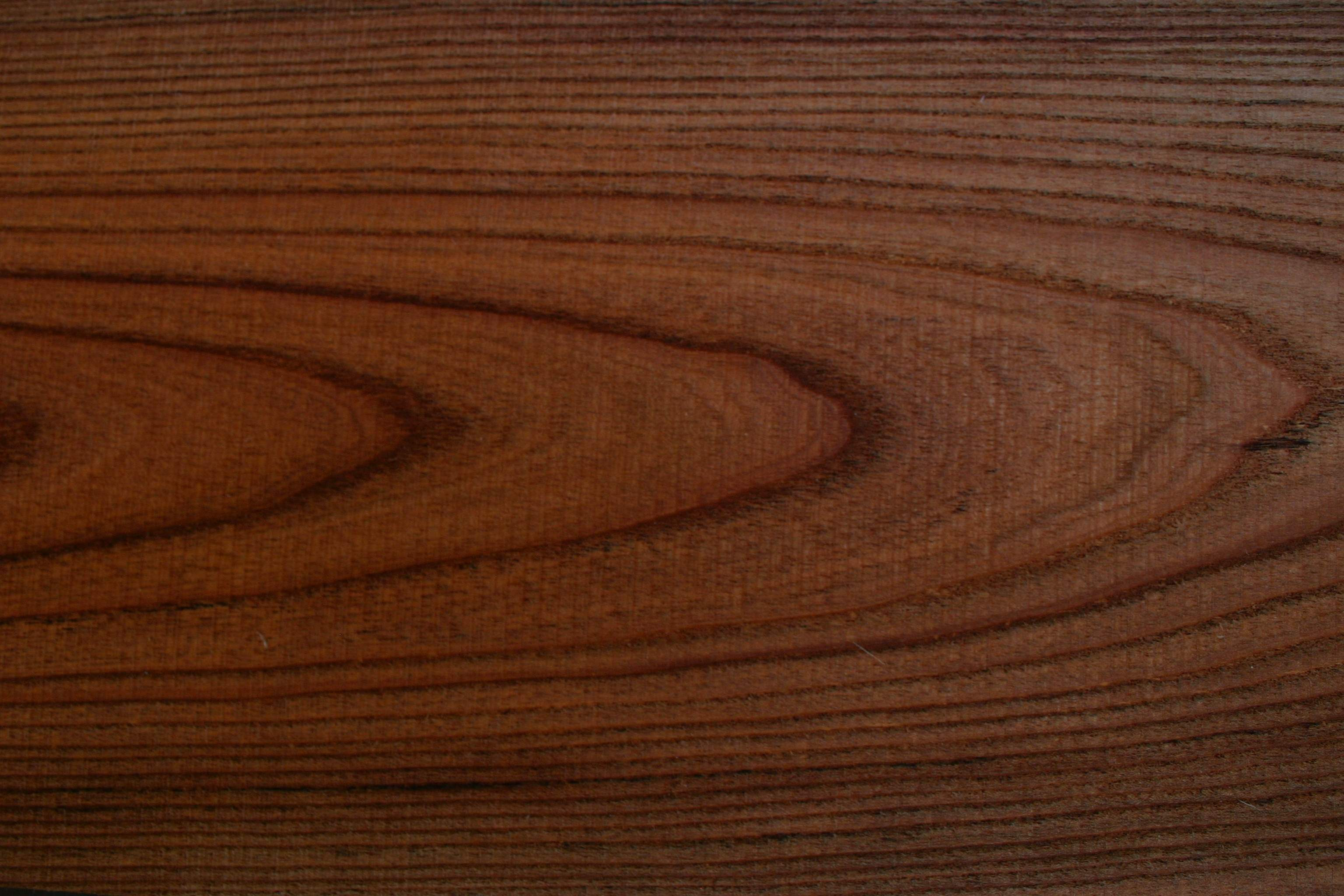
Gỗ xoan xẻ thành ván